# Władysławów
Władysławów (im Zweiten Weltkrieg deutsch Rosterschütz) ist ein Dorf und Sitz der gleichnamigen Landgemeinde im Powiat Turecki der Wojewodschaft Großpolen in Polen.

## Gemeinde
Zur Landgemeinde Władysławów gehören 20 Ortsteile mit einem Schulzenamt:
| Beznazwa Chylin Głogowa Jabłonna Kamionka Kuny Leonia | Małoszyna Mariantów Międzylesie Milinów Natalia Olesin Polichno | Russocice Skarbki Stefania Tarnowski Młyn Władysławów Wyszyna |

Weitere Ortschaften der Gemeinde sind Emerytka, Felicjanów, Józefów, Piorunów, Przemysławów, Przyborów, Stawki und Wandów.

## Söhne und Töchter der Gemeinde
- Eduard Kneifel (1896–1993), deutscher lutherischer Geistlicher und Kirchenhistoriker